# Fission ternaire

Rendement de produit de fission par masse pour la fission par neutrons thermiques de l'^{235}U (en rouge), le ^{239}Pu (en bleu), une combinaison U/Pu 65-35 pour certains réacteurs nucléaires (en noir), et de l'^{233}U (en vert) utilisé dans le cycle du thorium.

Une fission ternaire est un type relativement rare (0,2 à 0,4 % des fissions) de fission nucléaire dans laquelle trois produits chargés sont produits au lieu de deux. Comme dans les autres fissions, d'autres particules non chargées, comme de multiples neutrons et des rayons gamma sont produits. 
Des fissions ternaires peuvent se produire lors de fissions induites par neutron ou lors de fissions spontanées. Environ 25 % de plus de fissions ternaires se produisent lors de fissions spontanées que lors de fission induites par capture de neutron thermique.

## Produits
La forme la plus commune de fission nucléaire est la « fission binaire » : elle produit deux produits de fission chargés asymétriquement avec une forte probabilité de masses atomiques de 95±15 et 135±15 u respectivement. Cependant, dans cette fission conventionnelle de noyaux lourds, le processus binaire se produit simplement parce qu'il est énergétiquement le plus probable.
Dans un réacteur nucléaire, 2 à 4 fissions sur 1000 sont des fissions ternaires, formant trois fragments chargés positivement (ainsi que des neutrons, qui ne sont pas chargés et ne comptent pas dans ce calcul).
Le plus petit de ces produits chargés peut aller du  simple proton (Z=1), jusqu'à un noyau aussi grand que celui de l'argon (Z=18). Cependant, le premier produit le plus commun de ces fissions ternaires (environ 90 % des cas) est un noyau d'hélium 4. Cette forte occurrence est liée à la stabilité (forte énergie de liaison) de la particule α, ce qui donne plus d'énergie disponible pour la réaction. Le second produit léger le plus commun par une fission ternaire (7 %) est le triton (noyau du tritium), et le troisième est le noyau d'hélium 6 (qui se désintègre en environ 0,8 seconde en lithium 6). Les protons et les autres noyaux plus gros représentent moins de 2 % de ces produits.
Les deux autres produits chargés plus lourds de cette fission ternaire sont assez similaires à ceux d'une fission binaire, en particulier quand une particule alpha est le troisième produit. Les produits de fission des fissions ternaires sont similaires au cas général des fissions binaires et ne génèrent pas de déchets radioactifs à vie longue spécifiques.